# Surfanje
Surfanje ili surf je površinski vodeni šport.
Sudionik se nalazi na vrhu razbijajućeg oceanskog površinskog vala dok se približava obali, najčešće na dasci za surf.  Uz dasku, surfer može rabiti dasku za koljena, dasku za tijelu (isto poznate kao boogie boardove), kajake, surf skije i vlastito tijelo.  Športovi slični športu kao paddleboarding i kajakašenje na moru, ne zahtijevaju valove. Ostali slični športovi kao kitesurfing i windsurfing zahtijevaju vjetar za pogon.
Surfing se dijeli na dvije osnovne vrste ovisno o dizajnu daske za surf: longboarding i shortboarding.
U tow-in surfing (često vezanom uz surfanje velikih valova), surfera u more vuku motorna vozila, kao jetski, jer je standarno veslanje često nepraktično zbog velike brzine nadolazećih valova.

## Surfanje u Hrvatskoj
U hrvatskom žargonu surferska lokacija je spot te se za vjetar koji stvara valove na pojedinom spotu kaže da "spot radi na "naziv vjetra"". Na Jadranu najbolji i najveći valovi stvaraju se kada zapuše jugo pa se najčešće surfa na jugo, ali ima lokacija na kojima se surfa i na buru te zapadnjak. U Hrvatskoj uvjeti nisu idealni za početnike zbog kamenitog dna (često šiljasto kamenje) i nepravilnijih valova od onih na oceanu. Valovi su nepravilni zbog neprestanoga vjetra. Također je često pristup spotovima otežan - stjenovite plaže i krš. Povremeno se dogode idealni surferski uvjeti bez vjetra, najčešće zimi. Iako to ovisi o lokaciji, najčešće se surfa u jesen i zimu. Razlog tome je što jugo u ljetnim mjesecima nije toliko često. Tu prednost imaju spotovi koji rade na buru.
U Jadranu je nemoguće izvesti surf školu za početnike zbog čestih promjena vremenskih uvjeta kada puše jugo te opasnog kamenitog dna. Zbog toga se početne surf škole hrvatskih klubova uglavnom odvijaju na Atlantiku, u Portugalu i na Kanarskim otocima u idealnim uvjetima, na lokacijama s pješčanim dnom i pravilnim dugim valovima koje je lako uhvatiti.

### Lokacije za surfanje u Hrvatskoj
Uglavnom na jugu Istre i na obalama vanjskih otoka koje su okrenute prema otvorenom moru (vanjskim stranama Lošinja, Dugog Otoka).
- Istra[1]
  - Barbariga, jugozapadni i zapadni vjetar[1][5]
  - Dajla[3]
  - Duga Uvala
  - Medulin,  najpoznatija i najposjećenija lokacija u Hrvatskoj za surfanje na valovima (četrdeset dana u godini). Tradiciju surfanja u Medulinu pokrenuli su Slovenci, pa preuzeli hrvatski skejteri oko 1997. godine. jugo[6][1][2]
  - Premantura, jugo[1]
- Baška (Krk), bura[2]
- Kurile (Lošinj), jugo[2]
- Saharun (Dugi Otok)
- uvala Kuje i Marlera (Ližanj) - puše jaka bura[7]

## Zanimljivosti
U surferskom svijetu postoji stara izreka: “Only a surfer knows the feeling!”

## Vanjske poveznice
- Association of Surfing Professionals (ASP) World Tour  Arhivirana inačica izvorne stranice od 30. studenoga 2010. (Wayback Machine)
- Kohola, prvi surf klub u Hrvatskoj koji se isključivo bavi surfanjem na valovima, osnovan 2010. godine
- Surf klub Tri Strijele iz Zagreba.  Arhivirana inačica izvorne stranice od 5. veljače 2011. (Wayback Machine)
- Windguru, specijalna prognoza vjetra i vremena za surfing sportove